# Leggi sulla blasfemia

Leggi sulla blasfemia:
Nessuna legge
Leggi abrogate
Restrizioni locali
Multe e restrizioni
Prigione
Pena di morte

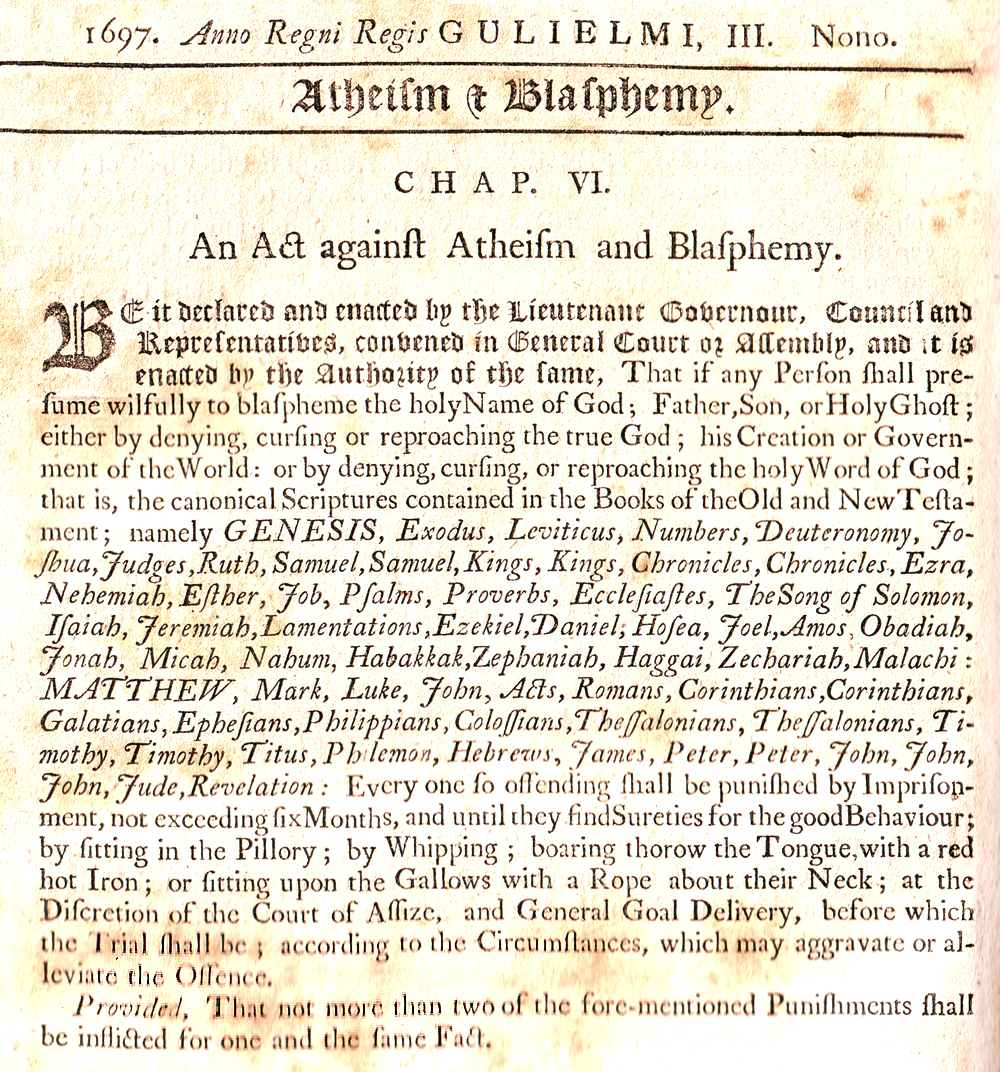
Una legge contro l'ateismo e la blasfemia, Massachusetts Bay Colony, 1697

La bestemmia o blasfemia è soggetta a legislazioni molto diverse nei vari Paesi del mondo.
In alcuni Paesi essa non è perseguibile. Per esempio, negli Stati Uniti d'America essere perseguiti per questo crimine violerebbe la Costituzione secondo quanto stabilito dalla giurisprudenza nel caso Joseph Burstyn, Inc contro Wilson. Nel Regno Unito, precisamente in Inghilterra e Galles i reati di blasfemia sono stati aboliti nel 2008. In Europa, il Consiglio d'Europa ha raccomandato che i Paesi membri adottino leggi a favore della libertà d'espressione.
In luogo del reato di blasfemia, o in aggiunta a esso, alcuni paesi vietano l'incitamento all'odio su base religiosa, il vilipendio della religione o gli "insulti religiosi" che associano epiteti offensivi, come nomi di animali o parole scurrili, ai nomi delle divinità.
D'altro canto, nei paesi in cui è in vigore la sharia e in altri Paesi (come ad esempio il Pakistan), la blasfemia è un reato punibile con la pena di morte.

## Iniziative europee
Il Parlamento europeo promulgò il 29 giugno 2007 la Raccomandazione 1805 su «bestemmie, insulti religiosi e frasi contro persone sul campo della propria religione». Questa Raccomandazione stabilisce delle linee guida per i Paesi membri dell'Unione Europea sulla base dell'articolo 10 (libertà di espressione) e dell'articolo 9 (libertà di pensiero, coscienza e religione) della Convenzione europea dei diritti dell'uomo. L'assemblea approvò che la blasfemia non dovrebbe costituire reato.
In luogo o in aggiunta ai reati per blasfemia o bestemmie in alcuni paesi europei è presente il crimine di "insulti religiosi". Essi sono proibiti in Andorra, Cipro, Croazia, Repubblica Ceca, Danimarca, Spagna, Finlandia, Germania, Grecia, Islanda, Lituania, Polonia, Portogallo, Federazione Russa, Slovacchia, Svizzera, Turchia e Ucraina
Il 23 ottobre 2008, la Commissione di Venezia del Comitato costituzionale del Consiglio d'Europa ha prodotto un documento riguardante la situazione in Europa per quanto riguarda gli insulti religiosi e l'incitamento all'odio religioso. Il rapporto sottolineava che, in Europa, la bestemmia è atto illecito solo in Austria, Danimarca, Finlandia, Grecia, Liechtenstein, Paesi Bassi e San Marino. Nelle conclusioni il rapporto affermava che «non è necessario né desiderabile creare un reato di insulto religioso» e «il reato di blasfemia dovrebbe essere abolito».

### Francia
La definizione di “blasfemia” fu introdotta nella legge Francese nel XIII secolo, basata sulla definizione data da S. Tommaso d'Aquino: “un fallimento nel dichiarare la propria fede”, quindi costituendo un attacco alla purezza della religione. Questo giustificava la punizione da parte della legge, che divenne ferale durante il regno di Luigi IX, che divenne ossessionato dalla lotta contro gli eretici, Ebrei e Musulmani.
Gli art. 10 e 11 della Déclaration des Droits de l'Homme et du Citoyen del 1789 eliminò la nozione di blasfemia dalla legge francese, ma continuò a proibire l'uso di linguaggio abusivo o disturbo della pace. La blasfemia divenne una volta ancora illegale durante la Restaurazione (1814), per essere nuovamente revocata negli anni 1830. Fu definitivamente rimossa con l'Atto del 29 luglio 1881 che istituì la libertà di stampa. Cionondimeno, “l'incitamento a commettere crimini e offese” è ancora una violazione (Art. 23), come lo è l'incitamento o l'odio o la violenza basata sulla religione, la nazionalità, l'appartenenza etnica, razziale, l'orientamento sessuale o l'handicap (Art. 24), come le offese o il libello contro ogni gruppo religioso, nazionalità, gruppo etnico, razza, orientamento sessuale o handicap(Art. 32).
La regione dell'Alsace-Moselle è un'eccezione specifica, avendo ereditato parti di una vecchia norma Tedesca che punisce la blasfemia contro la Cristianità e il Giudaismo.

### Italia
Fino al 1999, in Italia era prevista dal codice penale come reato, inserita fra le contravvenzioni «concernenti la polizia dei costumi». La formulazione originaria (del 1930) dell'articolo 724 del codice penale puniva solo l'offesa alla religione cattolica, ma nel tempo maturò la convinzione che tale limitazione fosse lesiva del principio di uguaglianza: si sostenne che per effetto del Concordato del 1984 era caduto lo status di «religione dello Stato» e con esso la differenziazione fra i diversi credi religiosi. Si iniziò perciò a discutere se prevedere anche l'offesa ad altri credi.
Con la sentenza 18 ottobre 1995, n. 440 della Corte costituzionale si estese la condotta sanzionabile all'offesa alla divinità venerata in ogni credo religioso, non più solo a quella venerata nella religione cattolica. La corte sostenne: «si impone ormai la pari protezione della coscienza di ciascuna persona che si riconosce in una fede, quale che sia la confessione religiosa di appartenenza» e dichiarò così l'illegittimità costituzionale dell'art. 724, primo comma, del codice penale, cioè quello che definiva il Cattolicesimo religione di Stato («o i Simboli o le Persone venerati nella religione dello Stato»).
Dal 1999 la bestemmia non ricade più tra i reati: è considerata un illecito amministrativo, essendo stata depenalizzata con la legge 25 giugno 1999, n. 205.
La versione attuale (vigente al 2021) dell'articolo 724 c.p. ("Bestemmia e manifestazioni oltraggiose verso i defunti") è la seguente:
L'oltraggio rivolto alla Madonna o ai santi è stato ritenuto non sanzionabile in quanto questi non sono divinità: con questa motivazione infatti il 6 novembre 1996 la pretura di Avezzano ha prosciolto un imputato al quale era stato contestato il fatto di aver bestemmiato in pubblico il nome di Dio e della Madonna: limitatamente alla bestemmia nei confronti di Dio il reato è stato considerato estinto per prescrizione (essendo avvenuto il 12 agosto 1993), mentre per la bestemmia nei confronti della Madonna l'imputato ha ottenuto l'assoluzione in quanto «il fatto non è previsto dalla legge come reato».
Ancora, il 29 luglio 2007, il procuratore di Bologna ha presentato richiesta di archiviazione in ordine a una denuncia per vilipendio a carico di un'associazione gay che aveva allestito, nella stessa città, uno spettacolo considerato offensivo verso la Madonna. Il 13 novembre la richiesta di archiviazione è stata accolta dal GIP del tribunale di Bologna, tuttavia dal mondo cattolico (ma anche da alcuni ambienti liberali) sono arrivate critiche sia all'attuale quadro legislativo, che viene considerato inadeguato, sia al procuratore stesso, che sarebbe stato troppo fiscale nell'applicare la legge. Sostanzialmente la contestata inadeguatezza starebbe nel fatto che il legislatore vorrebbe tutelare la sensibilità religiosa dei credenti, tuttavia le leggi vigenti non permettono di sanzionare la bestemmia rivolta alla Madonna, che è una figura fondamentale del culto cattolico e alla quale il sentimento religioso di molti fedeli è fortemente legato. Infatti, come spiegato anche dal GIP di Bologna, l'articolo 404 del codice penale sanziona l'oltraggio alla religione mediante vilipendio di cose legate al culto, ma non delle figure (Madonna, santi, profeti ecc.) oggetto del culto stesso. Quindi è sanzionabile un'ingiuria pubblicamente rivolta a una statua della Madonna, ovvero rivolta a un simulacro, e non si sanziona invece l'oltraggio alla Madonna in sé che, non essendo divinità, non ricade nell'ambito del succitato articolo 724 che regolerebbe altrimenti questo genere di reato.
Un altro fronte di critica all'attuale quadro legislativo sulla bestemmia, completamente diverso dal precedente, deriva dal pensiero laico e umanista. Secondo alcuni (ad esempio la UAAR), il reato di bestemmia è giudicato anacronistico e legato a una volontà del legislatore di garantire una posizione di privilegio alle organizzazioni religiose, compromettendo inoltre la libertà di pensiero e di critica garantita dalla Costituzione italiana:
A questo proposito, in una sentenza della Corte di cassazione del 27 marzo 1992, sull'articolo 724 si stabilisce che

### Austria
In Austria gli articoli 188 e 189 del codice penale sono relativi alla blasfemia.

### Danimarca
In Danimarca, il Paragrafo 140 del codice penale riguarda la blasfemia. Il Paragrafo non è usato dal 1938 quando un gruppo nazista fu accusato per propaganda antisemita. Il Paragrafo 266b sull'incitamento all'odio è usato più frequentemente. L'abolizione del reato di blasfemia fu proposta nel 2004, ma la proposta non raggiunse la maggioranza. È sotto discussione da allora specialmente dopo la controversia la vicenda delle vignette che ritraevano Maometto.

### Finlandia
In Finlandia, la sezione 10 del capitolo 17 del codice penale è relativa alla blasfemia
Tentativi non portati a termine di rescindere la sezione furono fatti nel 1914, nel 1917, 1965, 1970 e 1998. Nel 1969, La Finlandia perseguì Harro Koskinen per la pubblicazione di un suo quadro chiamato Pig Messiah (Messia maiale), che rappresentava un maiale crocifisso. Koskinen dovette pagare un'ammenda.
Nel 2008, si presentarono nuovamente delle questioni collegate alla sensibilità religiosa. Il 30 maggio 2008 la corte distrettuale di Tampere condannò Seppo Letho a due anni e quattro mesi di prigione per reati che riguardavano incitamento all'odio e blasfemia. La corte trovò Letho colpevole di: diffamazione, incitamento all'odio verso un gruppo etnico e violazione della sensibilità religiosa. La corte disse che Letho violò la sensibilità dell'Islam perché diffuse, con intenzioni diffamatorie, materiale che conteneva apertamente blasfemie e dissacrazioni riguardante la religione musulmana. Infuriato dalla condanna di Letho, Jussi Halla-aho, un politico di Helsinki, postò in Internet nel 2008 alcune osservazioni controverse a proposito dell'Islam e a proposito dei Somali. Quest'atto spinse la corte distrettuale di Helsinki a porre Halla-aho sotto giudizio.

### Germania
In Germania, la blasfemia è coperta dall'articolo 166 del Strafgesetzbuch, il codice penale tedesco. Se un'azione causa disturbo della quiete pubblica, la blasfemia è sanzionabile.

### Grecia
Gli articoli 198, 199, e 201 del codice penale greco riguardano reati collegati con la blasfemia. L'articolo 198 stabilisce:
1. Chi pubblicamente e malignamente sotto ogni mezzo bestemmia Dio deve essere punito con il carcere fino a due anni.
2. Eccetto per i casi sotto l'articolo 1, chi attraverso la bestemmia manifesta pubblicamente una mancanza di rispetto per la divinità deve essere punito con il carcere per non meno di tre mesi. L'articolo 199 "Blasfemia riguardante le religioni" afferma: Chi pubblicamente e malignamente e con ogni mezzo bestemmia la Chiesa Greca ortodossa o ogni altra religione tollerata in Grecia deve essere punito con il carcere fino a due anni.
L'articolo 201 stabilisce: Chi volontariamente rimuove un cadavere, parte di un cadavere o le cenere di un morto da chi ne ha custodia legale dello stesso o chi commette un'offesa al rispetto di un cadavere o atti blasfemi e impropri verso una tomba deve essere punito con il carcere fino a due anni. La Grecia non ha mai usato la sua legge sulla blasfemia per proteggere altre religioni oltre alla Chiesa Greco-ortodossa, che è la religione di Stato in Grecia.
Nel dicembre 2003, la Grecia ha perseguito per blasfemia Gerhard Haderer, un austriaco, il suo editore greco e quattro rivenditori di libri. Haderer è autore di un libro illustrato e parodistico intitolato La vita di Gesù. Il pubblico ministero contestò che il libro descriveva Gesù come un hippie ed era blasfemo. Il 13 aprile 2005 la corte di appello di Atene ribaltò il giudizio della prima istanza e assolse Haderer. La Grecia completa la sua legge contro la blasfemia con le leggi contro gli "insulti religiosi". Le leggi proibiscono la creazione, la messa in mostra o il commercio di lavori che "offendano il sentimento pubblico" o che "offendano il sentimento religioso delle persone". Il diritto di chiedere riparazione a seguito di insulti religiosi è stato fino ad ora proibito ai cristiani.

### Irlanda
Il 26 ottobre 2018, il 71% degli irlandesi ha votato a favore del referendum costituzionale per abrogare il reato di blasfemia dalla Carta Fondamentale. Lo stesso giorno, Michael D. Higgins è stato rieletto Presidente della Repubblica Irlandese.
In Irlanda la blasfemia era proibita dalla costituzione ed era punita con un'ammenda fino a 25.000 euro. 

Una legge controversa è stata approvata il 9 luglio 2009 che rende il linguaggio blasfemo un reato per materiale "che è grossolanemente offensivo o insultante in relazione ad argomenti considerati sacri da una religione, quindi che causino offesa tra un numero sostanziale di appartenenti a quella religione; e nel caso in cui si intenda, con la pubblicazione dell'argomento considerato, causare tale offesa". Il gruppo Atheist Ireland ha risposto annunciando la formazione della Chiesa di Dermotology, dal nome del ministro della giustizia Dermot Ahern che sostenne la legge.

### Islanda
In Islanda la blasfemia è stata legalizzata dopo l'abrogazione di una legge entrata in vigore nel 1940. L'abrogazione è stata richiesta dal partito di minoranza Pirate Party ed in seguito discussa ed approvata dal parlamento islandese con 3 astenuti ed 1 contrario.

### Malta
In luogo di leggi contro la blasfemia, Malta ha leggi che puniscono il vilipendio della religione e contro l'immoralità. Promulgato nel 1933, l'articolo 1633 del codice penale maltese proibisce il vilipendio della Chiesa Apostolica Romana che è la religione maltese, punibile con il carcere da uno a sei mesi. L'articolo 164 stabilisce che il vilipendio di ogni culto "tollerato dalla legge" è punibile con il carcere da uno a tre mesi. L'articolo 338(bb) impone la perseguibilità di chiunque "anche in uno stato di ebbrezza, proferisca pubblicamente parole oscene o immorali, faccia gesti o compia atti osceni, o in ogni altro modo non previsto in questo codice, offenda la pubblica moralità, il pubblico costume o la pubblica decenza".
L'articolo 342 stabilisce che: "Nel rispetto di quanto stabilito dall'articolo 338(bb), quando l'atto consiste nel proferire parole o espressioni blasfeme, la minima pena da infliggere non dovrà essere inferiore ad un'ammenda di undici euro e sessantacinque centesimi (11,65 €) e la massima pena sarà il carcere fino a tre mesi".

### Paesi Bassi
Nei Paesi Bassi la blasfemia era proibita dal codice penale. L'articolo 147 puniva (con il carcere fino a tre mesi ed un'ammenda fino a 3.800,00 € chiunque pubblicamente, oralmente o per iscritto o con altre rappresentazioni, avesse offeso i sentimenti religiosi attraverso bestemmie sprezzanti La legge entrò in vigore negli anni trenta dopo che il partito comunista chiese che il Natale fosse eliminato dalla lista delle feste nazionali.
L'ultima condanna secondo l'articolo 147 fu comminata nei primi anni sessanta quando un giornale studentesco fu condannato a pagare 100 fiorini per avere satirizzato il Nuovo Testamento. La legge contro la blasfemia è complementare alle leggi contro la discriminazione razziale e l'incitamento alla violenza. Nel 1966, lo stato perseguì Gerard Reve secondo l'articolo 147. Nel suo romanzo Nader tot U (Vicino a Te), Reve descrive la relazione sessuale del narratore con Dio, incarnato in un asino. La corte di prima istanza condannò Reve che ricorse in appello, nel 1968 la corte d'appello annullò la condanna.

Nel novembre 2008, il ministro della giustizia Ernst Hirsch Ballin affermo che la coalizione di governo avrebbe abrogato l'articolo 147 rinforzando tuttavia la legislazione contro la discriminazione per proibire ogni insulto contro qualsiasi gruppo di persone. Nel maggio 2009 il governo decise di lasciare la legge così com'è. La decisione seguì una sentenza della corte maggiore (high court) che si pronunciò a proposito del caso nel quale un uomo affisse un poster con la scritta "Fermate il tumore che è l'Islam" che fu trovato non colpevole di insultare un gruppo di persone sulla base della loro religione.
Nel novembre 2012 il parlamento decise di rimuovere le leggi anti blasfemia. Sarebbe passato con il supporto del partito VVD ma il gruppo di fondamentalisti cristiani denominato SGP era fortemente contrario.
Secondo l'SGP la rimozione del divieto di blasfemia sarebbe stata una perdita di valori morali e sintomo di una crisi spirituale.
Dal 1º febbraio 2014 le leggi antiblasfemia sono state ufficialmente abolite.

## Afghanistan
In Afghanistan la blasfemia è punita come reato secondo la sharia. Le pene per questo reato arrivano fino alla pena di morte per impiccagione.

## Algeria
In Algeria, l'Islam è la religione di Stato ed il 99% della popolazione è musulmana sunnita, tuttavia la sharia non è adottata.

## Australia

### Commonwealth australiano
Il Commonwealth non riconosce la bestemmia come reato. Nel 1991, la Australian Law Reform Commission (Commissione Australiana sulla Riforma delle Leggi) propose la rimozione di tutti i riferimenti alla bestemmia nelle leggi federali. Rimane solo una legge contro la blasfemia che consiste nel divieto di registrare una nave con un nome blasfemo.

### Tasmania
Il Criminal Code della Tasmania stabilisce che il linguaggio blasfemo costituisce delitto, ma lascia la sua definizione alla common law (ossia alla giurisprudenza).

### Nuovo Galles del Sud
La legge penale nel Nuovo Galles del Sud è attualmente stabilita dal Crimes Act del 1900. La bestemmia è considerata reato, ma la sua definizione è lasciata alla common law. Il Defamation Act del 1974 fa riferimento al reato.
L'ultimo processo conclusosi con una condanna nel Nuovo Galles del Sud avvenne nel 1871. Il caso era R. v. William Lorando Jones (unreported, Parramatta Quarter Sessions, Simpson J., February 18, 1871). In quel caso il sig. Jones fu condannato per aver detto che il vecchio testamento era immorale e non adatto alla lettura da parte delle donne. La corte comminò una multa di 100£ e due anni di reclusione. A seguito di una protesta pubblica a proposito della sentenza il sig. Jones fu rilasciato quattro settimane dopo.

### Queensland
Il Criminal Code Act del 1899 abolì la blasfemia abrogando il Blaspemy Act del 1697. Il Objectionable Literature Act del 1954 permette allo stato di impedire la distribuzione di letteratura blasfema.

### Australia Occidentale
Il Criminal Code Compilation Act del 1913 abolì la blasfemia abrogando il Blaspemy Act del 1697.

## Bangladesh
Il Bangladesh disincentiva la blasfemia attraverso un reato previsto nel codice penale che proibisce il "ferimento dei sentimenti religiosi" e attraverso altre leggi che limitano la libertà di espressione.

## Canada
Il codice penale canadese (Criminal Code of Canada o "Code pénal du Canada") indica gli "insulti blasfemi" come reato; tuttavia il Codice è in contrasto con il Canadian Charter of Right and Freedoms (Carta canadese dei diritti e delle libertà). L'ultimo processo per insulti blasfemi fu R. contro Rahard (1935). Poiché la blasfemia sembra un crimine obsoleto in Canada è stata adottata una più generale normativa contro l'incitamento all'odio. Il Criminal Code of Canada proibisce l'incitamento all'odio verso "gruppi identificabili", che include anche gruppi religiosi.

## Egitto
La maggior parte degli egiziani è di religione musulmana sunnita. Esistono delle leggi sulla blasfemia in Egitto e sono usate talvolta per perseguire le minoranze, specialmente: sciiti, sufi, copti, cristiani, bahá'í, e atei.

## India
Nel 1860, l'impero britannico abrogò le leggi indiane sulla blasfemia in modo tale che i missionari potessero fare proseliti. Oggi, invece di proibire la blasfemia in sé, l'India proibisce la blasfemia trattandola come una forma di incitamento all'odio. Nel 2007, l'opposizione accusò il governo indiano di blasfemia per aver affermato che i testi indù non erano prove dell'esistenza degli indù. L'affermazione del governo arrivò prima del pronunciamento della corte suprema indiana a proposito dell'iniziativa del governo che rivendicava il diritto di effettuare degli scavi per far passare una rotta navale attraverso una punta di rocce e sabbia tra l'India e lo Sri Lanka. Alcuni indù credono che un esercito di scimmie comandate da Lord Ram, un dio indù, costruì la punta.

## Indonesia
L'articolo 156(a) del codice penale indonesiano proibisce chiunque dal esprimere deliberatamente ed in pubblico sentimenti di ostilità, odio o disprezzo contro le religioni con lo scopo di impedire agli altri di aderire ad esse e proibisce di dissacrare una religione. La pena per la violazione di questo articolo prevede un massimo di cinque anni di carcere.
La maggioranza musulmana usa il codice penale, decreti presidenziali e direttive ministeriali per perseguire le minoranze religiose e le sette non ortodosse. La persecuzione in Indonesia causa discriminazione, molestie e violenza.

## Iran
Essendo una teocrazia islamica, l'Iran deriva le sue leggi contro la blasfemia dalla Sharia. Le leggi contro la blasfemia sono complementari alla legge contro la critica al regime islamico, all'insultare l'islam e a pubblicare materiale che devia dagli standard islamici.

## Israele
In Israele, la blasfemia è coperta dagli articoli 170 e 173 del codice penale.

## Giordania
Il codice penale giordano proibisce a chiunque di bestemmiare l'Islam, degradare l'Islam o i sentimenti musulmani o insultare il profeta Maometto Violare queste norme rende passibili di reato che prevede fino a tre anni di carcere ed il pagamento di un'ammenda.

## Kuwait
Il Kuwait è uno stato islamico. La blasfemia verso l'islam sunnita è proibita dalla legge (non viene adottata la sharia). Accuse di blasfemia in Kuwait spesso colpiscono la minoranza sciita, professori universitari e giornalisti.

## Malesia
La Malesia previene gli insulti alla religione ed ai credenti attraverso l'educazione e attraverso restrizione sulla trasmissione e la pubblicazionme di media e con il sistema legale. Alcuni stati nella federazione malese posseggono delle corti preposte all'applicazione della sharia per proteggere l'Islam e, quando la Sharia non è applicabile, il codice penale malese stabilisce delle pene per le offese contro la religione.

## Pakistan
In Pakistan, la blasfemia è coperta dall'articolo 295c del codice penale e contempla nei casi estremi la condanna a morte. Inoltre l'accusatore non ha l'onere di provare ciò che dice. La legge è stata introdotta dal presidente Muhammad Zia-ul-Haq (in carica dal 1977 al 1988) ed è entrata in vigore nel 1986.
Secondo i dati forniti dalla Commissione nazionale di Giustizia e Pace (Ncjp), un organismo della Chiesa cattolica pakistana, dal 1986 all'agosto 2009, almeno 964 persone sono state incriminate. Di queste, 479 sono musulmani, 119 cristiani, 340 ahmadi, 14 indù e 10 di cui non si conosce la fede.
La prima donna condannata a morte per effetto della legge è stata Asia Bibi nel 2010. Tuttavia spesso accade che chi viene rilasciato venga presto assassinato in un agguato da estremisti islamici.
Il Governatore del Punjab Salmaan Taseer, musulmano, l'ha definita una kala kanoon ("legge nera" in lingua urdu) perché si presta alle più diverse strumentalizzazioni. Secondo il ministro per le Minoranze religiose Shahbaz Bhatti, cattolico:
(Shahbaz Bhatti)
Salmaan Taseer e Shahbaz Bhatti sono stati entrambi assassinati da fondamentalisti islamici come «messaggio per tutti coloro che sono contro le leggi sulla blasfemia».
(Asia Bibi)
Secondo Sardar Mushtaq Gill, uno degli avvocati di Asia Bibi, questa legge «è fatta apposta per perseguitare i cristiani» con l'obiettivo di «impedire che il cristianesimo si diffonda».